# Zsarolyán
Zsarolyán község Szabolcs-Szatmár-Bereg vármegyében, a Fehérgyarmati járásban.

## Fekvése
A vármegye keleti széle közelében, a Szatmári-síkság Szamos és Tisza közötti részén helyezkedik el. A térség fontosabb települései közül Fehérgyarmat 7,5, Tunyogmatolcs 12, Nagyszekeres 2, Cégénydányád pedig 5 kilométer távolságra található.
A közvetlen szomszédos települések: észak-északkelet felől Nagyszekeres, kelet felől Jánkmajtis, dél felől Szamosújlak, délnyugat felől Gyügye, nyugat felől Cégénydányád, északnyugat felől pedig Penyige.

### Megközelítése
Csak közúton közelíthető meg, a legegyszerűbben Fehérgyarmat érintésével, a 4127-es úton, ugyanez köti össze Jánkmajtissal és azon keresztül a csengersimai határátkelővel is. Nagyszekeressel a 4133-as út kapcsolja össze.

## Története
Zsarolyán Árpád-kori település. Neve már 1181-ben Szekeres határjárásában feltűnik az ad lacum Sarolyan kifejezés részeként, ahol egy tavat neveznek így, mint irányjelző helyet, majd 1270-1272 között Sarolan írásmóddal szerepelt az oklevelekben. 1328-ban p. Zerelyen, 1333-ban p. Sorollyany, 1380-ban Saralyan alakban írták. Nevét 1308-ban Zorolan néven írták, ekkor (Gyügyei) Jurk fia Péter comes pert indított érte, s ősi jusson meg is kapta: V. István 1271 évi és IV. László királyok okleveleivel igazolta, hogy apjának testvére, Makabeus németi vendégtelepes Zsarolyán földjét tőlük nyerte el, fiai, Albert és Barnabás pedig később Szekerest és Zsarolyánt 15 M-ért eladták a Kaplon nemzetségbeli Császári Márton fiainak, Jánosnak és Benedeknek. Péter utódai már az 1300-as években Zsarolyániaknak írták magukat.
A későbbiekben is a Zsarolyáni család volt a fő birtokosa egészen a 17. század végéig, de a 14-15. században a Szekeres családnak is volt még itt nagyobb birtoka. A 16-17. században több család, így 1507-ben Báthori István, 1590-ben a Csányi, az Almási, a Nyíri, a Zsarolyáni és a Tőke családok kapnak itt birtokot. A 18. században részben új birtokosok kerültek a régiek helyére: 1754-ben Klobusiczky László is részbirtokosa volt, a század végén pedig a Jeney, a Sámé, a Veres, a Márton, a Szerdahelyi, a Váry, a Cséke, a Mészáros, a Pathó és az Újlaki családok birtoka volt. Az egész helységet nemesség lakta a 19. század közepéig.
1730-ban a Zsarolyánra való Tóth Borkát, Sárosi János feleségét a nagykárolyi piacon boszorkányságért megégették. Ezt az esetet énekli meg Gvadányi József A peleskei nótárius-ban, ahol Tóti Dorka néven szerepelteti.

### Sámely puszta
A községhez tartozott Sámely puszta hajdan népes település volt. A Sámé család ősi birtoka volt. A család 1421-től Sámelházi néven szerepelt. Rajtuk kívül még a Zsarolyáni és Pátyodi családnak volt benne részbirtoka. 1507-ben már puszta volt, és Báthori István kapta meg egy részét. 1504-ben az egész Mutnoky Mihályé lett. 1549-ben a Zsarolyáni, az Erdélyi, a Gál, a Fodor és a Rápolthy családoknak is volt itt birtoka. 1750-ben Nagy Sándor és György nádorispáni, 1754-ben Klobusiczky László királyi adományt kapott részeire. A településről az 1800-as évek közepéig voltak adatok.

## Közélete

### Polgármesterei
- 1990–1994: Kónya József (független)[3]
- 1994–1998: Kónya József (független)[4][5]
- 1998–2002: Kónya József (független)[6][7]
- 2002–2006: Kónya József (független)[8][9]
- 2006–2010: Bessenyei Béla (független)[10]
- 2010–2014: Bessenyei Béla (független)[11]
- 2014–2019: Bessenyei Béla (független)[12][13]
- 2019–2024: Bessenyei Béla (független)[14]
- 2024– : Bessenyei Béla (független)[1]

## Népesség
A település népességének változása:
| Lakosok száma | 380  | 385  | 364  | 371  | 371  | 359  | 355  |
|               | 2013 | 2014 | 2015 | 2021 | 2022 | 2023 | 2024 |

2001-ben a település lakosságának 82%-a magyar, 18%-a cigány nemzetiségűnek vallotta magát.
A 2011-es népszámlálás során a lakosok 90%-a magyarnak, 0,3% bolgárnak, 9,2% cigánynak, 0,5% németnek, 0,3% románnak mondta magát (10% nem nyilatkozott; a kettős identitások miatt a végösszeg nagyobb lehet 100%-nál). A vallási megoszlás a következő volt: római katolikus 3,6%, református 72,1%, görögkatolikus 4,6%, felekezeten kívüli 4,6% (13% nem válaszolt).
2022-ben a lakosság 94,3%-a vallotta magát magyarnak, 4,6% cigánynak, 0,8% románnak, 0,3% egyéb, nem hazai nemzetiségűnek (5,7% nem nyilatkozott; a kettős identitások miatt a végösszeg nagyobb lehet 100%-nál). Vallásuk szerint 3% volt római katolikus, 64,2% református, 3,2% görög katolikus, 0,3% egyéb keresztény, 0,3% evangélikus, 2,2% felekezeten kívüli (26,1% nem válaszolt).

## Nevezetességei
- Református temploma – az 1696-ból való fatemplom helyén épült.
- 1730-as boszorkányper

## Ismert személyek

### Itt születtek, itt éltek
- Kótay Pál építész-mérnök, faipariskolai igazgató 1868-ban született Zsarolyánban.

Építészmérnöki oklevelét a budapesti műegyetemen szerezte meg 1892-ben. Előbb a székesfővárosi mérnöki hivatalnál dolgozott, majd Szeged város építésze lett. 1907-től a szatmári állami faipari iskola igazgatójaként működött. Munkája mellett írással is foglalkozott. Elbeszélő költeményei a "Hét"-ben, a Vasárnapi Újságban, Ország-Világban és a szegedi lapokban jelentek meg.
- Pap Endre (1817–1851) - költő, műfordító, ügyvéd, földbirtokos, országgyűlési követ itt született.

### Díszpolgárok
- Inántsy-Pap Elemér (1881–1964) ügyvéd, kincstári ügyész, miniszteri osztályfőnök, Szatmár vármegyei törvényhatósági bizottsági tag, országgyűlési képviselő (1939–1944).[18]